# Roman Pogačar
Roman Pogačar, slovenski športni padalec, * 14. september 1959, Ljubljana.
Pogačar, ki je leta 1985 diplomiral na FOV v Kranju, je 1980 postal član Alpskega letalskega centra v Lescah. Od leta 1987 do 1995 je bil član jugoslovanske oziroma slovenske reprezentance v padalstvu in večkratni državni prvak. Tekmoval je tako v padalstvu kot tudi v paraskiju. Za športne uspehe je prejel več visokih priznanj letalske zveze Slovenije in Športne zveze  Slovenije med drugim plaketo Edvarda Rusijana in Bloudkovo plaketo za tekmovalne dosežke v padalstvu.

## Naslovi
Paraski
- 2. mesto posamezno na svetovnem prvenstvu (1987)
- 2. mesto ekipno na svetovnem prvenstvu  (1987)
- 1. mesto v kombinaciji na svetovnem prvenstvu (1991)
- 3. mesto ekipno na svetovnem prvenstu (1993)
- 3. mesto v kombinaciji na svetovnem prvenstvu (1993)
- 1. mesto posamezno na svetovnem prvenstvu (1995)
- 1. mesto ekipno na svetovnem prvenstvu (1995)

Klasične padalske discipline
- 2. mesto ekipno na vojaškem svetovnem prvenstvu (1992)
- 1. mesto v skokih na cilj na vojaškem svetovnem prvenstvu (1993)
- 2. mesto ekipno na vojaškem svetovnem prvenstvu (1993)
- 1. mesto v skupinskih skokih na cilj na evropskem prvenstvu (1993)
- 2. mesto v skupinskih skokih na cilj na svetovnem prvenstvu (1994)